# Communauté de communes de Coustellet
Die Communauté de communes de Coustellet war bis 23013 ein französischer Gemeindeverband (Communauté de communes) im Département Vaucluse in der Region Provence-Alpes-Côte d’Azur.
Der Gemeindeverband bestand aus 5 Gemeinden:
- Cabrières-d’Avignon
- Lagnes
- Maubec mit dem Dorf Coustellet
- Oppède
- Robion